# Иво Папазов
Иво Папазов (Крџали, 16. фебруар 1952) бугарски је кларинетиста и музичар.

## Биографија
Почео је да свира кларинет још као дете. Завршио је Техничку школу у родном Крџалију. Први оркестар је основао 1974. године, али је био познат по оркестру „Тракија”, основаном 1978. године. Постао је познат по својој виртуозности и на међународној сцени.
Крајем 1980-их успео је да потпише уговор с британском музичком кућом Ханибал Рекордс, с којом је издао два албума с мешавином разних музичких праваца попут џеза, тракијске фолк музике, као и ромске и турске музике. Његов први албум носи назив „Пут Орфеја” (Пътуването на Орфей).
Од краја 1989. године, Папазов је свирао широм света у сарадњи са најбољим џез музичарима и на неколико континената. Познат је по надимку Ибрјама (буг. Ибряма), право име му је Ибрјам Хапазов и ромског је порекла.
Живи у месту Богомилово, Старозагорска област.

## Награде и признања
„Јединствени геније кларинета.”

 — лист Индепендент описује Папазова
- Године 2005. освојио је награду публике на престижном World Music на Радију 3 британског ББС-ија и посветио је својим сународницима.[3][4] Исте године постао је промотер Бугарске за први комерцијални спот, који се приказивао на телевизијском каналу Јуроњуз и где је изведена његова композиција „Носталгија”.
- Изабран је за почасног доктора СУБИТ-а (Универзитет библиотекарства и информатике, 21. децембар 2005)[5]
- Године 2005. добио је титулу почасног грађанина Старе Загоре.[1]
- У новембру 2015. године награђен је годишњим наградама за допринос бугарском фолклору и његовој популаризацији — плакетом 100 година од рођења Бориса Машалова и плакетом 120 година од рођења Ђурђе Пинџурове.[6]

## Дискографија

### Албуми са оркестром Тракија
- „Orpheus Ascending“ (1989)
- „Balkanology“ (1991)
- „Панаир / Fairground“ (2003)
- „Каварненски буенек“ (2006)

### Самостални албуми
- „Together Again: Legends of Bulgarian Wedding Music“ (2005), са Јуријем Јанаковим, Салифом Алијем и Нешком Нешевим
- „Танцът на Сокола“ (2008)[7]